# Rio Marebe
Marebe (Mareb) ou Gaxe (Gash) é um rio que corre a partir do norte da Etiópia, próximo de Adigrate e Tserona), formando uma fronteira natural entre a Eritreia e a Etiópia e tendo em seu curso total uma extensão de 440 km.
O curso superior do rio Marebe é conhecido como o rio Mereb. Estes rios são temporários, secando sem água. Eles não correm em uma base regular, mas alimentado por chuvas estacionais chamadas azmera y kremti.

## Refêrencias
1. ↑  «Egito & África - Perfil Eritreia»